# الحزام الصغير
الحزام الصغير (بالدنماركيّة: Lillebælt) هو مضيق يقع بين شبه جزيرة يوتلاند وجزيرة فين في الدنمارك. يُعتبَر أحد المضائق الدنماركيّة الثلاثة التي تربط بحر البلطيق بخليج كاتيغات المتصل بدوره ببحر الشمال والمحيط الأطلسي غربًا. يمتد الحزام الصغير على طول محور شمال غرب-جنوب شرق، ويبلغ طوله حوالي 50 كيلومترًا، ويتراوح عرضه ما بين 800 مترًا و 28 كيلومترًا، ويبلغ عمقه حوالي 75 مترًا.

## النقل
يوجد على المضيق جسران رئيسيّان، هما جسر الحزام الصغير القديم (1935) وجسر الحزام الصغير الجديد (1970)، والذي تم بناؤه لتخفيف الازدحام على الجسر القديم المجاور بسبب ازدياد حركة المرور بين يوتلاند وفين، حيث أصبح الجسر القديم يُستخدم لمرور القطارات فقط.

## صور

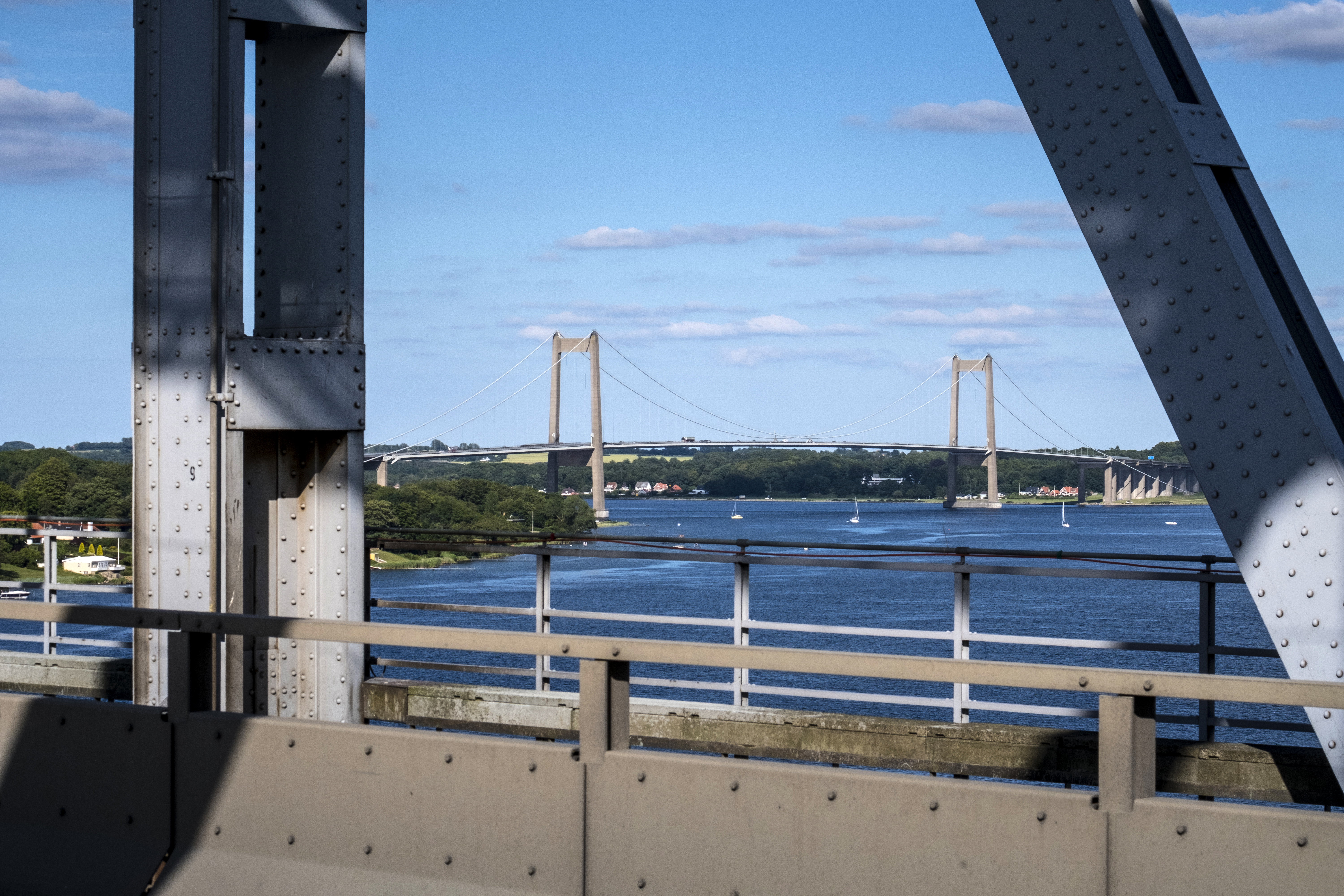
الجسران القديم والجديد على المضيق
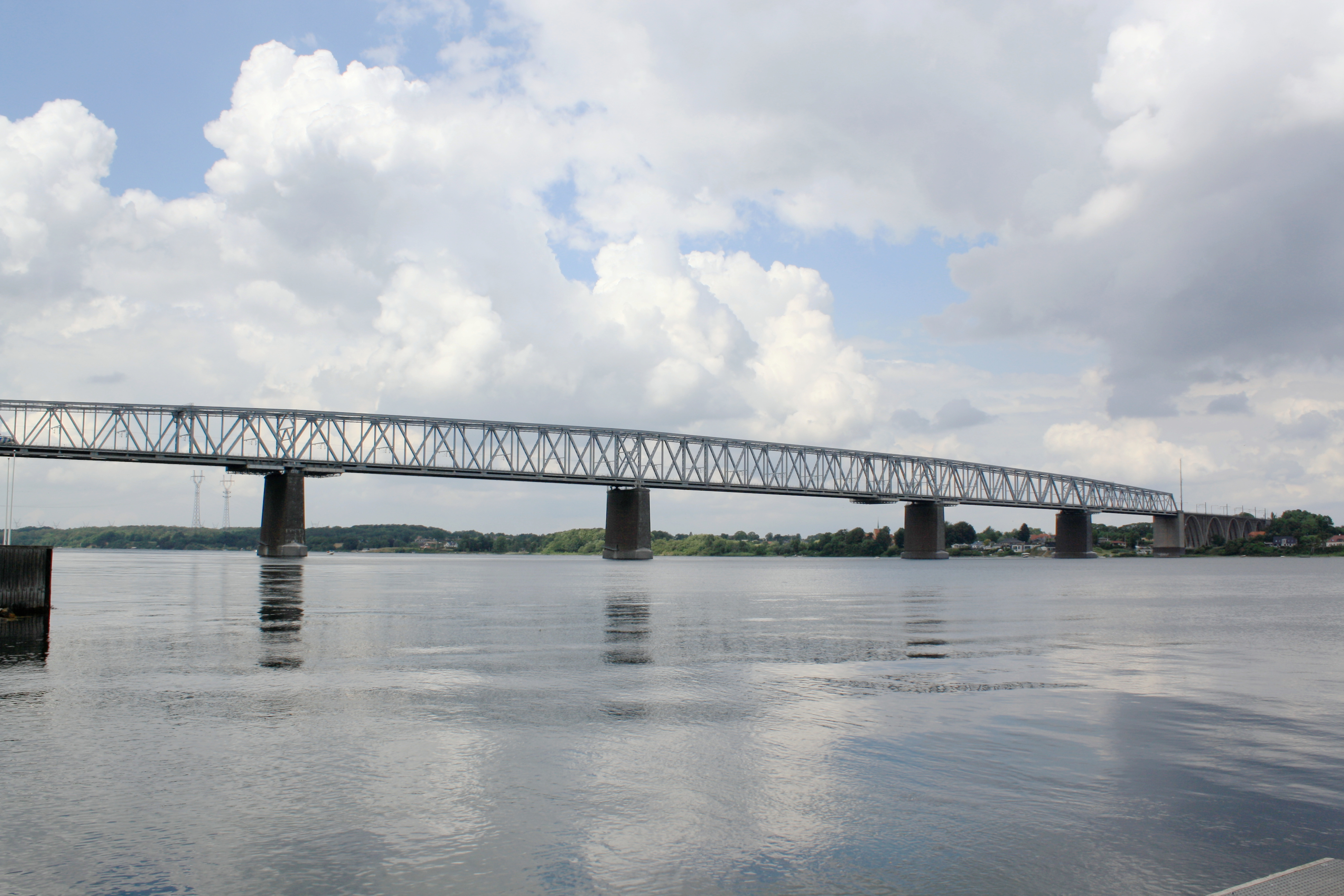
الجسر القديم
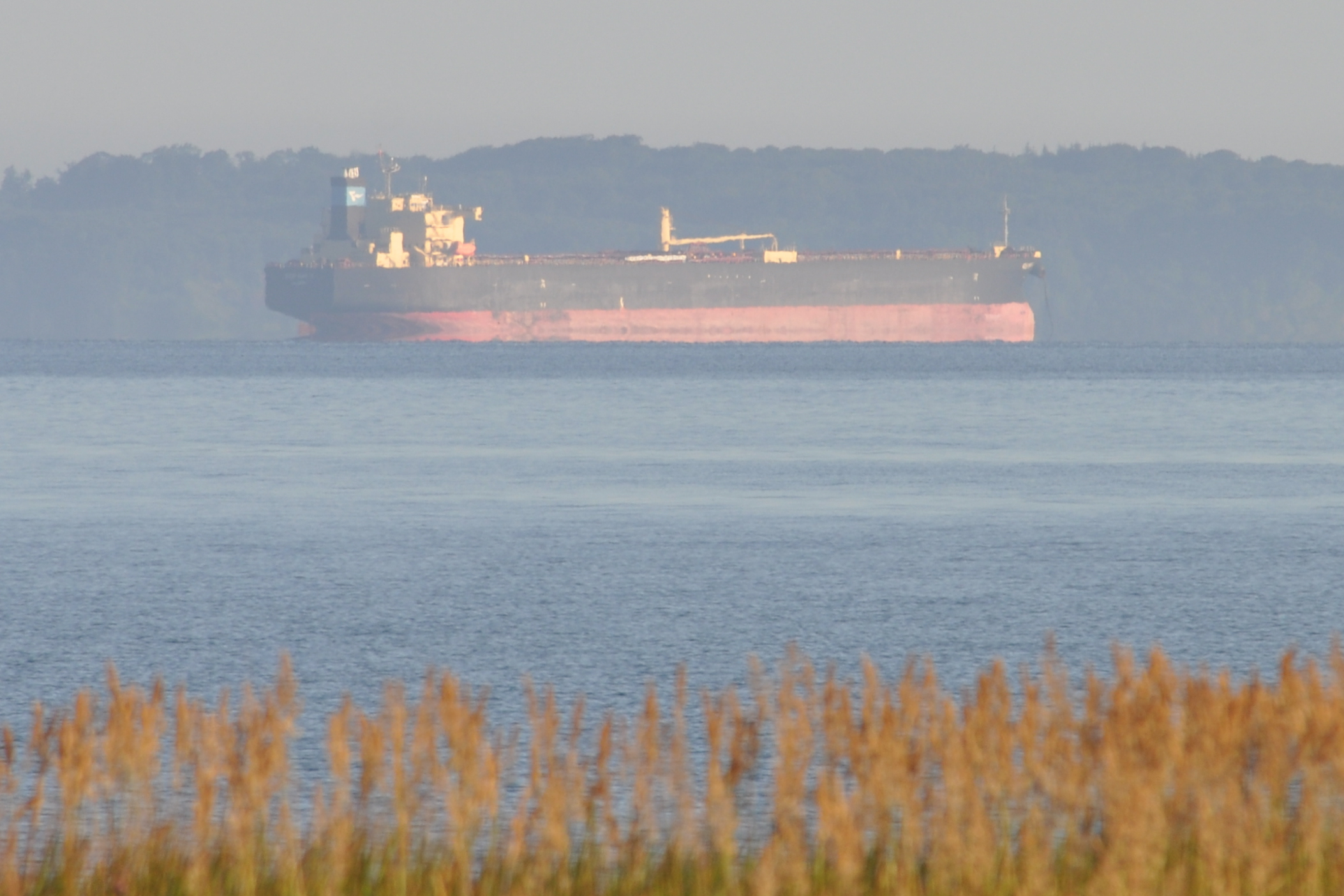
حركة السفن في المضيق

## وصلات خارجية
- صورة جويّة للحزام الصغير في الدنمارك، ويكيمابيا